# Acacia anastema
Acacia anastema é uma espécie de leguminosa do gênero Acacia, pertencente à família Fabaceae.